# The Districts

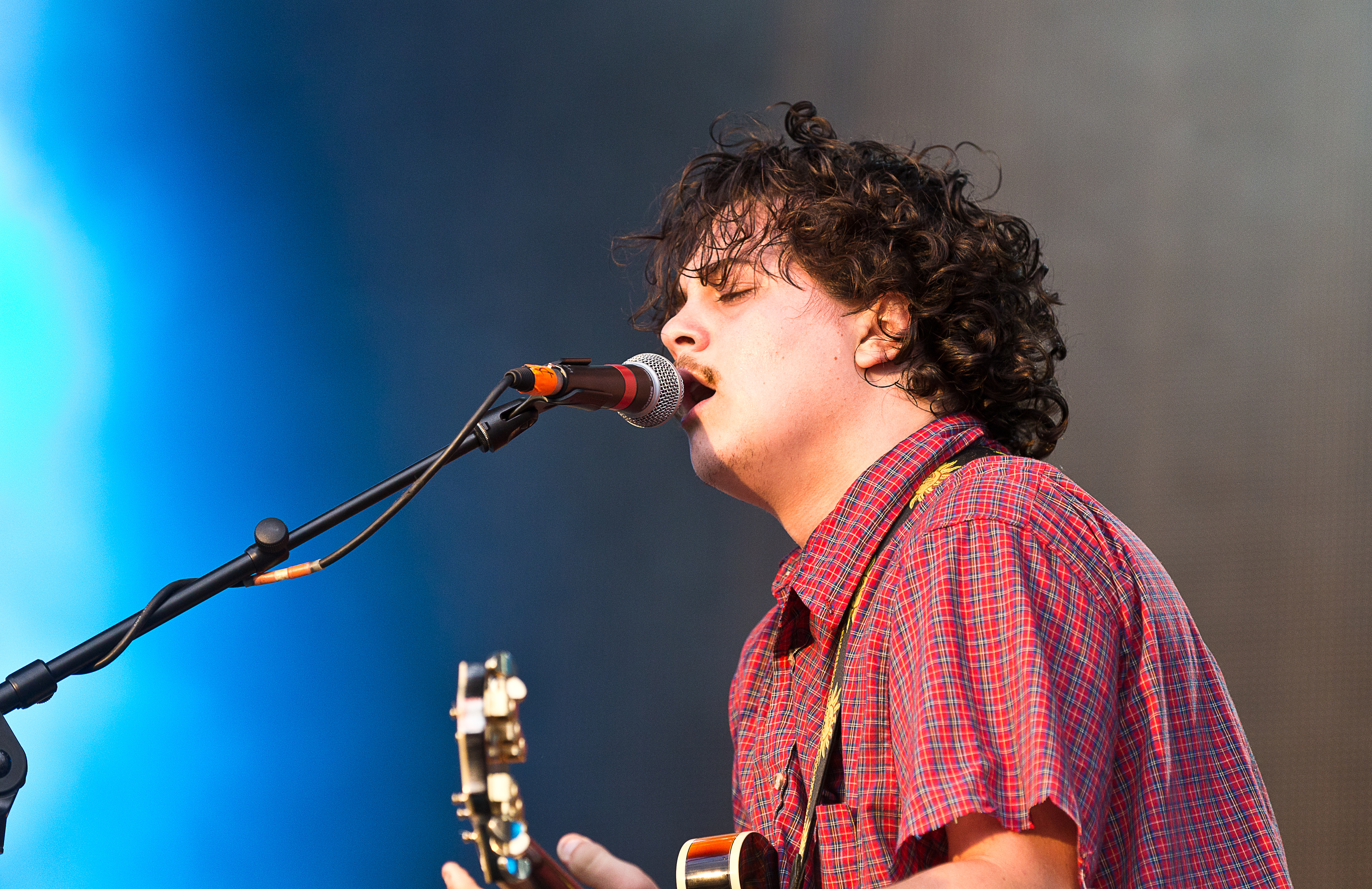
Роб Грот

The Districts — американський рок-гурт з Літіца, штат Пенсільванія, створений у 2009 році, коли учасники гурту, Роб Грот (Rob Grote), Марк Ларсон (Mark Larson), Коннор Джейкобус (Connor Jacobus) і Брейден Лоуренс (Braden Lawrence) ще навчалися в середній школі.
Музика гурту The Districts була класифікована як інді-рок, гаражний рок, фолк-рок, рутс рок, альтернативний рок.

## Історія
Гурт Districts був сформований у 2009 році чотирма старшокласниками з Літіца, маленького містечка в центральній Пенсільванії.
Протягом 2011 та 2012 років гурт самостійно випустив два мініальбоми та повноформатний альбом Telephone.
Наприкінці 2013 року, після вірусного успіху живої студійної сесії, гурт Districts підписав контракт з лейблом Fat Possum Records. На початку 2014 року гурт випустив мініальбом, що складався з трьох ремастеризованих треків з їхніх попередніх релізів і двох нових пісень.
До 2014 року гурт переїхав з Літіца до Філадельфії.
У лютому 2015 року гурт випустив другий повноформатний альбом A Flourish and a Spoil на лейблі Fat Possum. Альбом спродюсував Джон Конглтон (John Congleton). Альбом досяг 7 місця в чарті Billboard Heatseekers і 28 місця в чарті Top Independent Albums.
У 2015 році гурт The Districts брав участь у фестивалі Melt! Festival, у Німеччині.
У серпні 2017 року гурт випустив свій третій повноформатний альбом Popular Manipulations знову під лейблом Fat Possum.

## Учасники гурту
Поточні
- Роб Грот (Rob Grote) — вокал, гітараРоб Грот в нічному клубі DC9

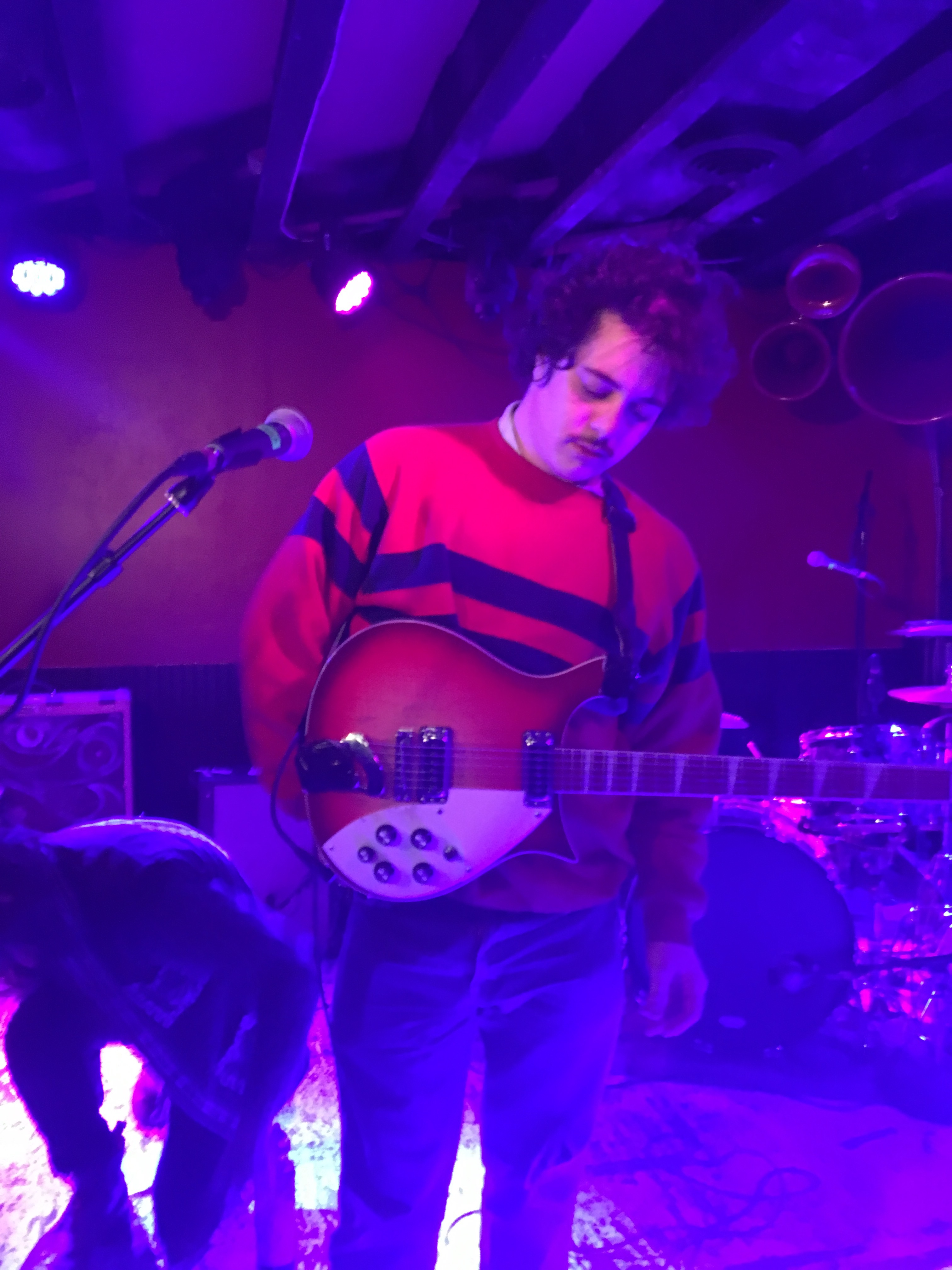
Роб Грот в нічному клубі DC9

- Брейден Лоуренс (Braden Lawrence) — ударні
- Пет Кессіді (Pat Cassidy) — гітара

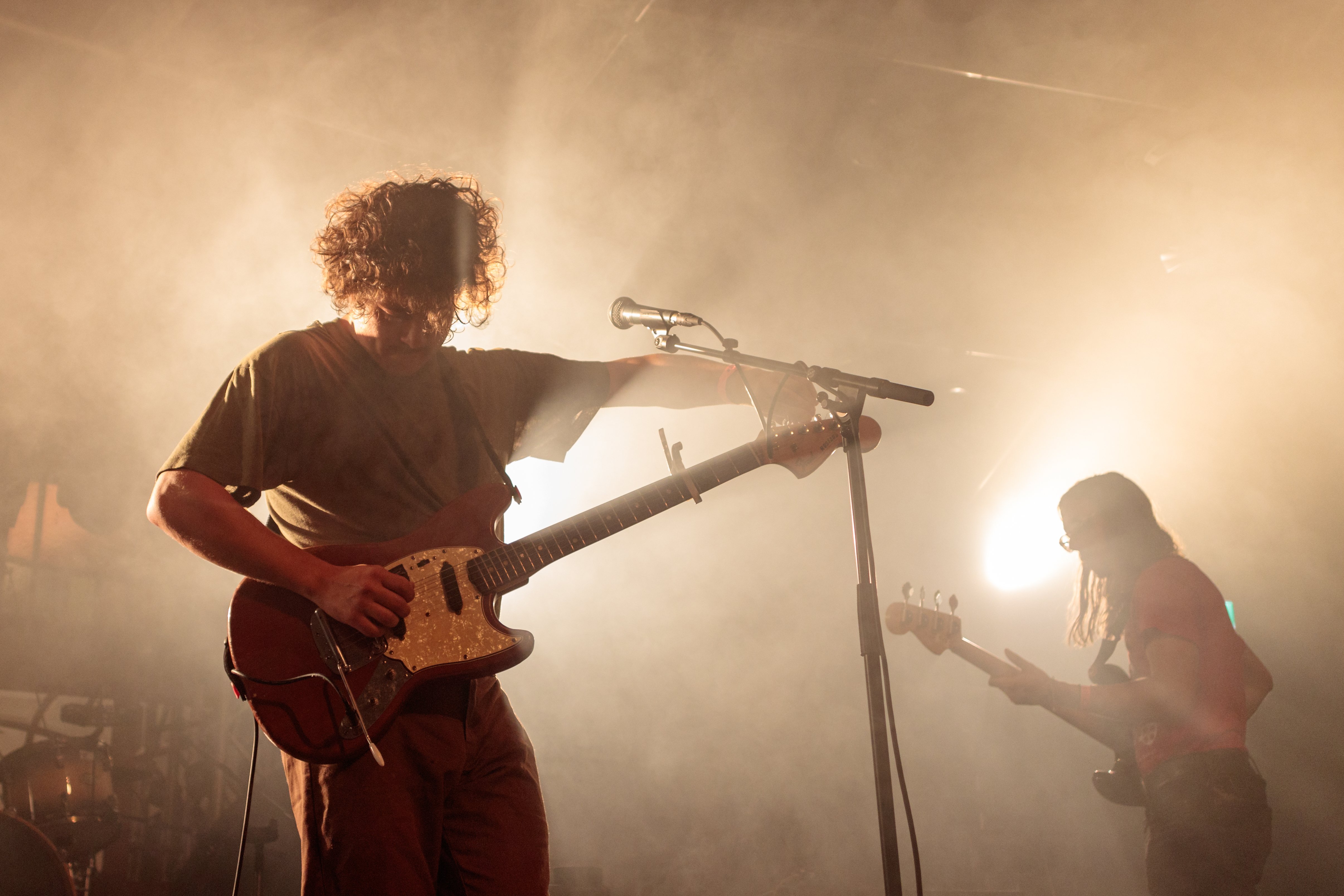
Роб Грот
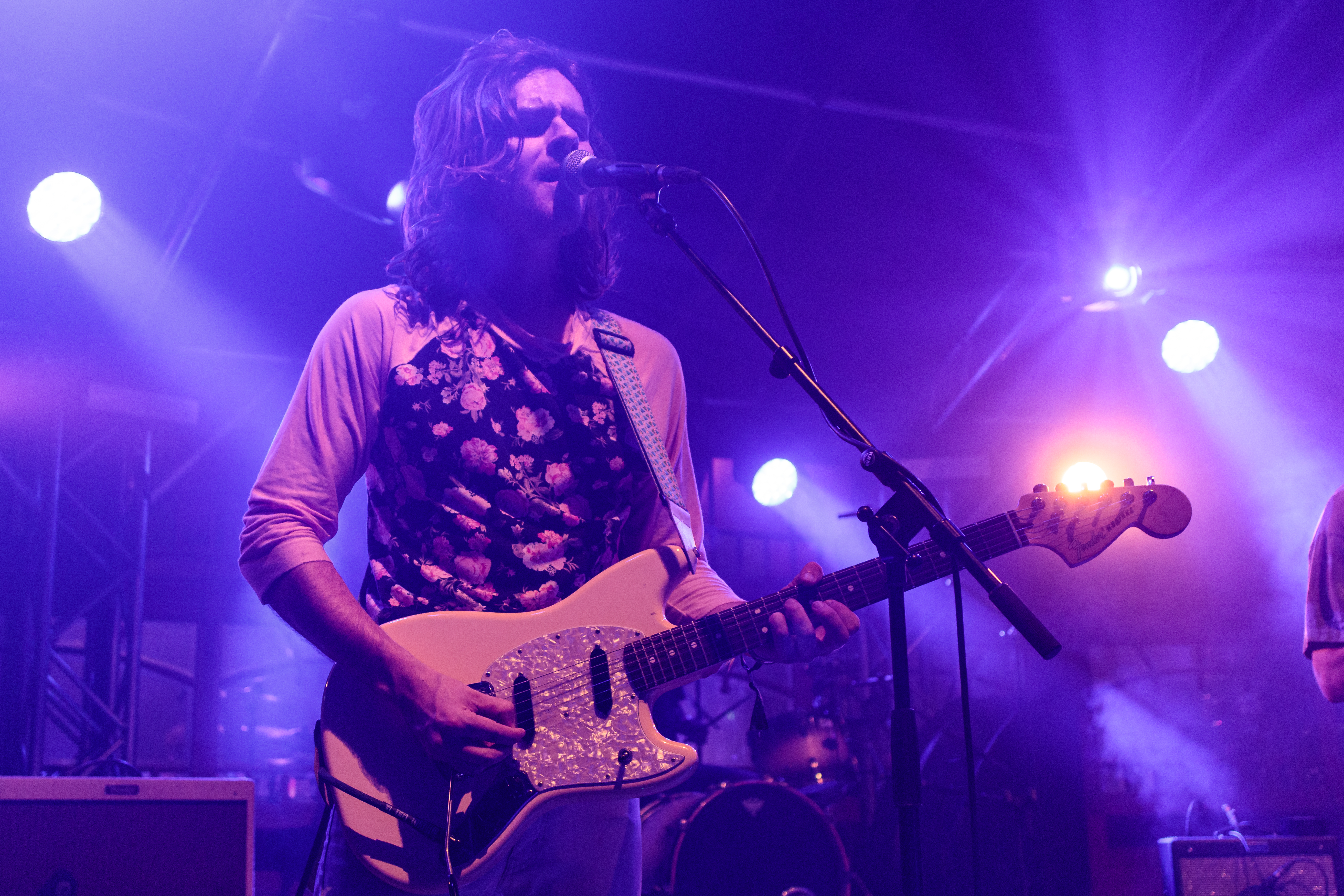
Пет Кессіді
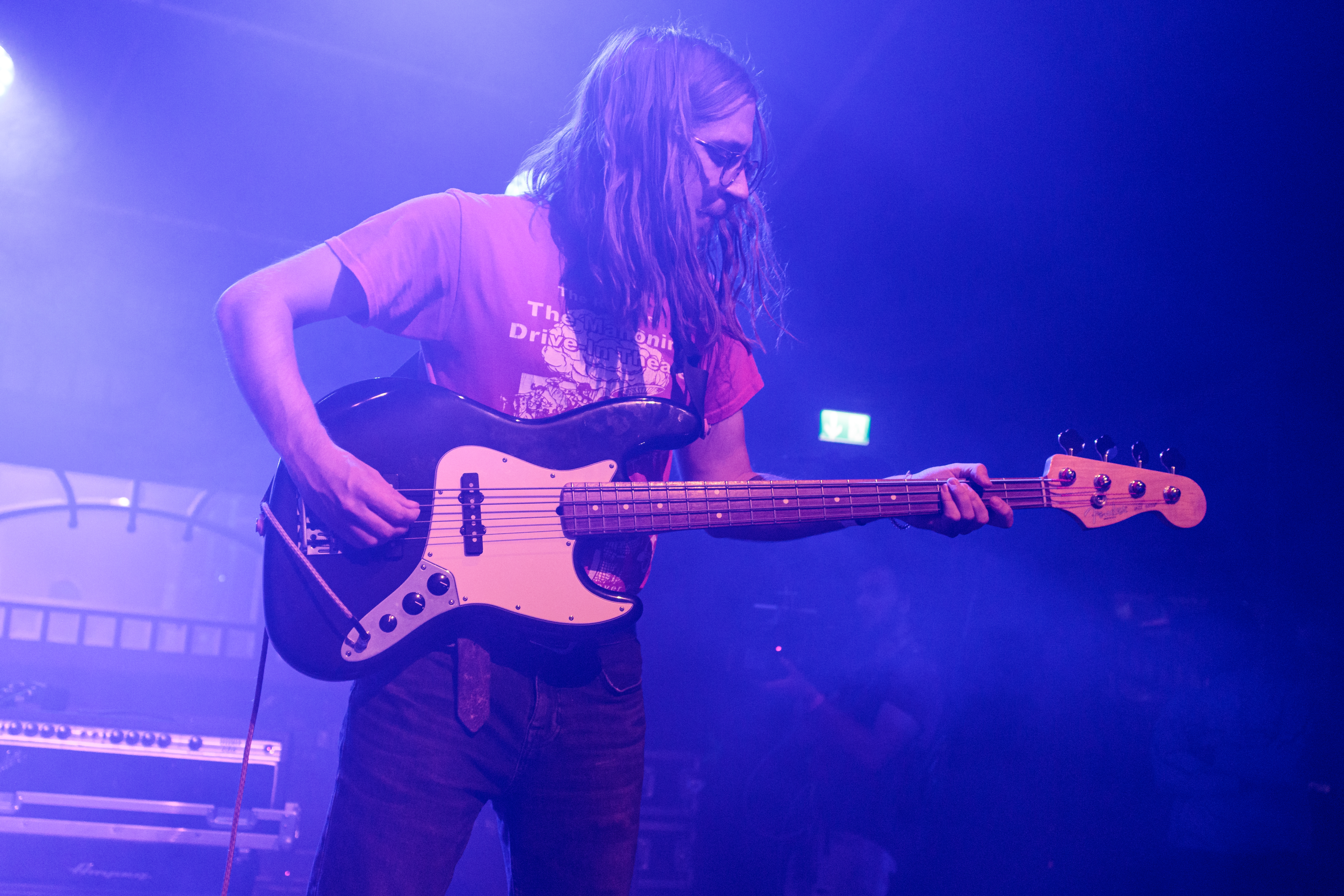
Коннор Джейкобус

Колишні
- Марк Ларсон (Mark Larson) — гітара
- Джош Сансері (Josh Sunseri)
- Коннор Джейкобус (Connor Jacobus)

## Дискографія
Альбоми
- Telephone (2012)
- A Flourish and a Spoil (2015)
- Popular Manipulations (2017)
- You Know I'm Not Going Anywhere (2020)
- Great American Painting (2022)

Мініальбоми
- Kitchen Songs (2011)
- While You Were in Honesdale (2012)
- The Districts (2014)